# 常乐寺 (遂宁)
常樂寺位於四川省遂寧市蓬溪縣，文物遺址年代判定為明代、清代。2007年6月1日公佈為四川省第七批文物保護單位。